# Что такое жизнь?
Что такое жизнь?: Физический аспект живой клетки ― научно-популярная книга, написанная австрийским физиком-теоретиком Эрвином Шрёдингером.
В этой работе Шрёдингер пытается объяснить биологические процессы с точки зрения физики. «Что такое жизнь?» стала классикой научно-популярной литературы и сыграла важную роль в развитии биологии, особенно генетики , привлекая к ней внимание представителей точных наук.
Одним из важнейших теоретических предсказаний в «Что такое жизнь?» есть предположение, что физический носитель наследственной информации (тогда еще не было накоплено достаточно экспериментальных данных в пользу того, что им является ДНК) является апериодическим кристаллом.
Впоследствии это утверждение было доказано в результате открытия структуры ДНК Фрэнсисом Криком, Джеймсом Уотсоном, Морисом Уилкинсом и Розалиндой Франклин и последующих исследований, в частности расшифровки генетического кода.
Трое из четырех ученых, стоящих за открытием двойной спирали ДНК, отмечали книгу «Что такое жизнь?» как источник вдохновения: как Крик, так и Вилкинс были физиками и пришли в биологию частично под влиянием работы Шрёдингера, Уотсон заинтересовался ДНК в большой степени в результате сотрудничества с Сальвадором Лурией и Максом Дельбрюком, но на его взгляды также имела влияние и книга «Что такое жизнь?"

## Содержание
В первой главе Шрёдингер объясняет, что большинство физических законов в большом масштабе обусловлено хаосом в мелком масштабе.
Он называет этот принцип «порядок из беспорядка».
В качестве примера он упоминает диффузию, которую можно смоделировать как высокоупорядоченный процесс, но которая вызывается случайным движением атомов или молекул.
Если количество атомов уменьшается, поведение системы становится все более и более случайным.
Он утверждает, что жизнь во многом зависит от порядка и только наивный физик может предположить, что главный код живого организма основываться на порядке из беспорядка.
В главах II и III Шрёдингер резюмирует то, что было известно в то время о наследственном механизме и объясняет важность мутаций в эволюции.
Автор подходит к выводу, что носитель наследственной информации должен быть небольшим по размеру и постоянным во времени, что противоречит ожиданиям наивного физика.
Это противоречие не может быть разрешено классической физикой.
В главе IV Шрёдингер представляет в качестве примера ― молекулы, которые действительно стабильны, даже если они находятся в растворе и состоят всего из нескольких атомов.
Несмотря на то, что молекулы были известны раньше, их стабильность не могла быть объяснена классической физикой, а объяснялась дискретной природой квантовой механики.
Более того, мутации напрямую связаны с квантовыми скачками.
В главе V он повторяет, что истинно твердые тела являются кристаллами.
Стабильность молекул и кристаллов обусловлена одними и теми же принципами, и молекулу можно назвать «зародышем твердого тела».
С другой стороны, аморфное твердое вещество без кристаллической структуры следует рассматривать как жидкость с очень высокой вязкостью.
Шрёдингер считает, что наследственный материал ― это молекула, которая, в отличие от кристалла, не повторяется.
Автор называет это апериодическим кристаллом.
Его апериодический характер позволяет кодировать почти бесконечное количество возможностей с помощью небольшого числа атомов.
Наконец, он сравнивает эту картину с известными фактами и находит ее в соответствии с ними.
В главе VI Шрёдингер утверждает:

...живая материя, хотя и не ускользает от «законов физики», установленных на сегодняшний день, вероятно, будет включать в себя «другие законы физики», ранее неизвестные, которые, однако, как только они будут обнаружены, станут столь же неотъемлемой частью науки.
Автор понимает, что это утверждение может запутать и пытается его прояснить.
Главный принцип, связанный с «порядком из беспорядка», — это второй закон термодинамики, согласно которому энтропия увеличивается только в замкнутой системе (такой как Вселенная).
Шрёдингер объясняет, что живое вещество уклоняется от распада до термодинамического равновесия, гомеостатически поддерживая отрицательную энтропию в открытой системе.
В главе VII Шрёдингер утверждает, что «порядок из порядка» не является чем-то новым для физики, но природа следует принципу «порядок из беспорядка», за некоторыми исключениями, такими как движение небесных тел и поведение механических устройств, таких как часы.
Но даже на них действуют термические силы и силы трения.
Степень механического или статистического функционирования системы зависит от температуры.
При интенсивном нагреве часы перестают работать, потому что расплавляются.
И наоборот, если температура приближается к абсолютному нулю, любая система ведет себя все более и более механически.
Некоторые системы, такие как часы например, довольно быстро приближаются к такому механическому поведению, когда комнатная температура уже практически равна абсолютному нулю.
В эпилоге Шрёдингер занят философскими размышлениями о детерминизме, свободе воли и тайне человеческого сознания.
Он пытается «увидеть, можем ли мы сделать правильный непротиворечивый вывод из следующих двух предпосылок:
1) Мое тело функционирует как чистый механизм в соответствии с Законами Природы; и
2) Тем не менее из неопровержимого прямого опыта, что я направляю его движения, последствия которых я предвижу, которые могут быть роковыми и исключительно важными, и в этом случае я чувствую и беру на себя полную ответственность за них.
Единственный возможный вывод он видит в том, что я ― это Я в самом широком смысле слова, то есть каждый сознательный разум, который когда-либо говорил или чувствовал «я» ― это человек, если таковой имеется, который контролирует «движение атомов» согласно законам природы.
Затем Шрёдингер заявляет, что это понимание не ново и что в Упанишаде описано, что это понимание «АТМАН = БРАХМАН» «представляет квинтэссенцию глубочайшего понимания событий в мире».
Шрёдингер отвергает идею о том, что источник сознания должен исчезнуть вместе с телом, потому что он считает эту идею «неприятной».
Он также отвергает идею о том, что существует множество бессмертных душ, которые могут существовать без тела, потому что он считает, что сознание, тем не менее, сильно зависит от тела.
Шрёдингер пишет, что для согласования двух предпосылок единственная возможная альтернатива ― просто придерживаться непосредственного опыта того, что сознание ― единственное число, множественное число которого неизвестно; что есть только одна материя и что то, что кажется множеством, является просто серией различных аспектов этой одной материи...
По его словам, любые представления о множественном числе сознания являются иллюзиями.
Шрёдингер симпатизирует индуистской концепции Брахмана, согласно которой сознание каждого человека является лишь проявлением единого сознания, пронизывающего Вселенную, что соответствует индуистскому представлению о Боге.
Шрёдингер заключает, что «Я ― это человек, если таковой имеется, который контролирует движение атомов в соответствии с законами природы».
Однако он также квалифицирует этот вывод как «обязательно субъективный» в его «философском смысле».
В последнем абзаце он указывает, что под «Я» понимается не совокупность пережитых событий, а «именно холст, на котором они написаны».
Он пишет, что если гипнотизёру удастся стереть все более ранние воспоминания, это не будет потерей личного существования: «И никогда не будет».

## «Парадокс» Шрёдингера
Ожидается, что в мире, где правит второй закон термодинамики, все изолированные системы приближаются к состоянию максимального беспорядка. Поскольку жизнь приближается и поддерживает высокоупорядоченное состояние, некоторые утверждают, что это, по-видимому, нарушает вышеупомянутый второй закон, подразумевая, что существует парадокс. Однако, поскольку биосфера не является изолированной системой, здесь нет парадокса. Увеличение порядка внутри организма более чем компенсируется увеличением беспорядка вне этого организма из-за потери тепла в окружающей среде. Благодаря этому механизму выполняется второй закон, и жизнь поддерживает высокоупорядоченное состояние, которое она поддерживает, вызывая чистое увеличение беспорядка во Вселенной. Чтобы увеличить сложность на Земле, как это делает жизнь, вам нужна бесплатная энергия, и в данном случае она обеспечивается Солнцем.

## Издания
Эрвин Шрёдингер, «Что такое жизнь?: Физический аспект живой клетки». На основе лекций, прочитанных под эгидой Дублинского института перспективных исследований в Тринити-колледже в Дублине в феврале 1943 года.
Книга была переведена на русский язык и вышла в свет в издательстве «РИМИС» в 2009 году. Переводчик ― А. Малиновский. ISBN 978-5-9650-0057-9